# Schomburgk (Familie)
Die Familie Schomburgk ist ein weitverzweigtes deutsches Geschlecht. Die Tradition der Familie geht auf den im 14. Jahrhundert lebenden Grafen Schomburgk zurück. Eine Linie floh nach Dänemark und betrat Anfang des 17. Jahrhunderts wieder deutschen Boden. Ein direkter Vorfahre des Stammesgründers John Moritz Schomburgk war der Minendirektor John Henry Schomburgk, der Mitte des 17. Jahrhunderts in Ilfeld im Südharz lebte.

## Stammliste

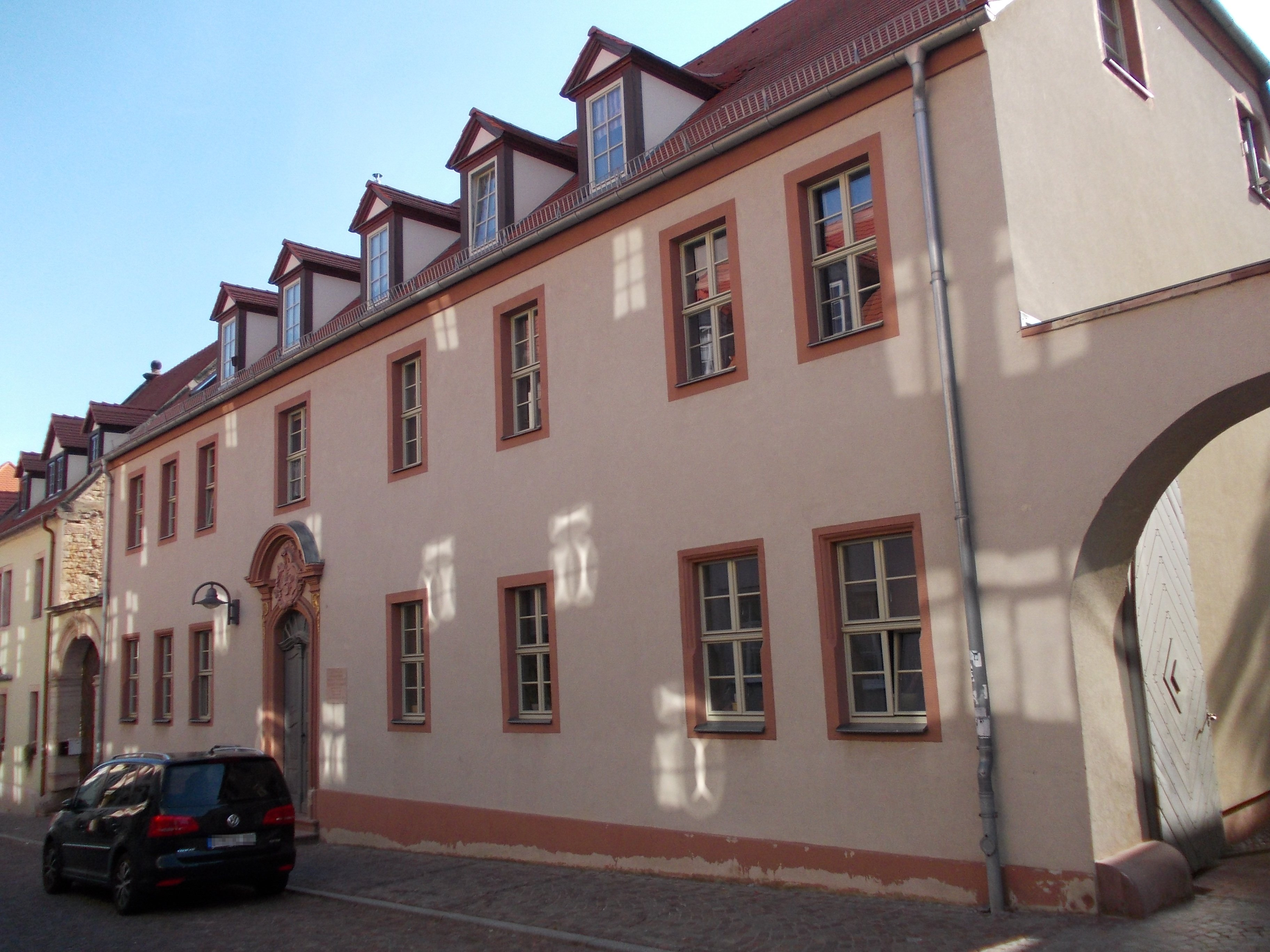
Haus der Familie Schomburgk (mit Gedenktafel) in Querfurt bei Halle (Saale)

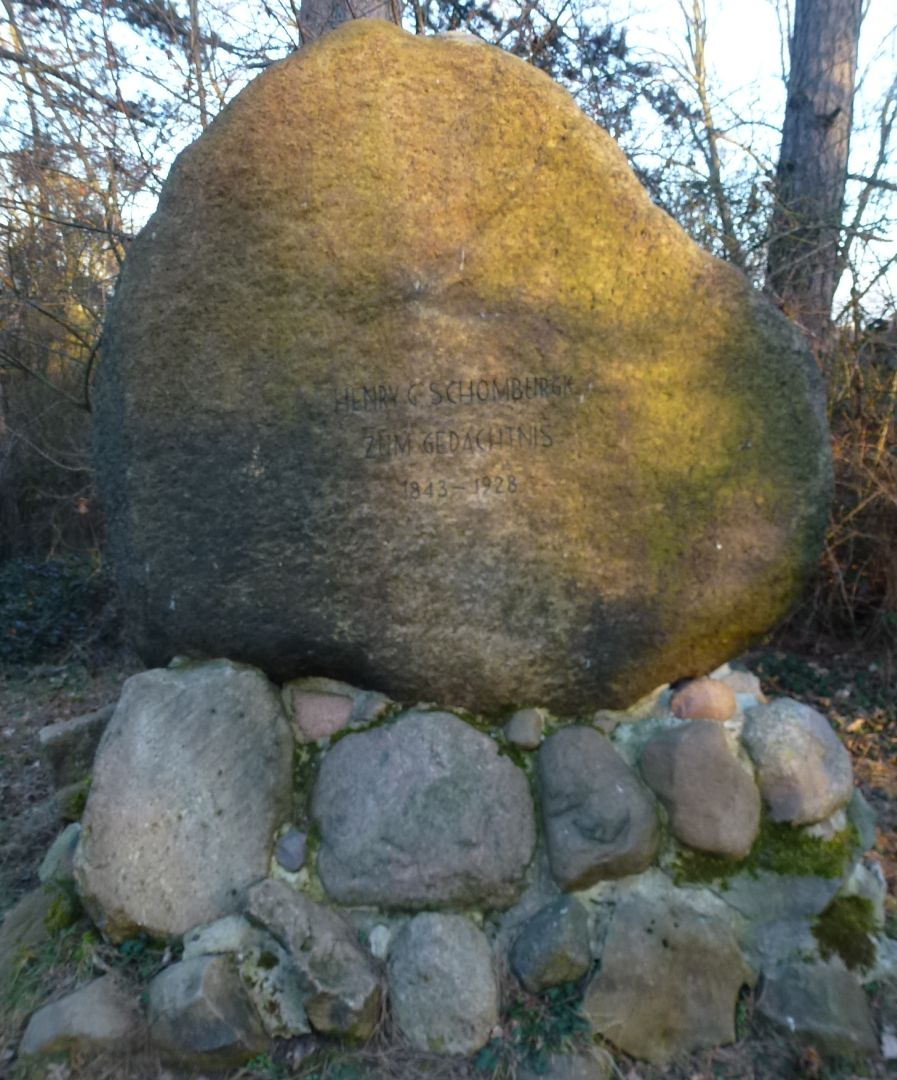
Findling auf dem Bienitz in Leipzig, Heinrich Georg Schomburgk gewidmet

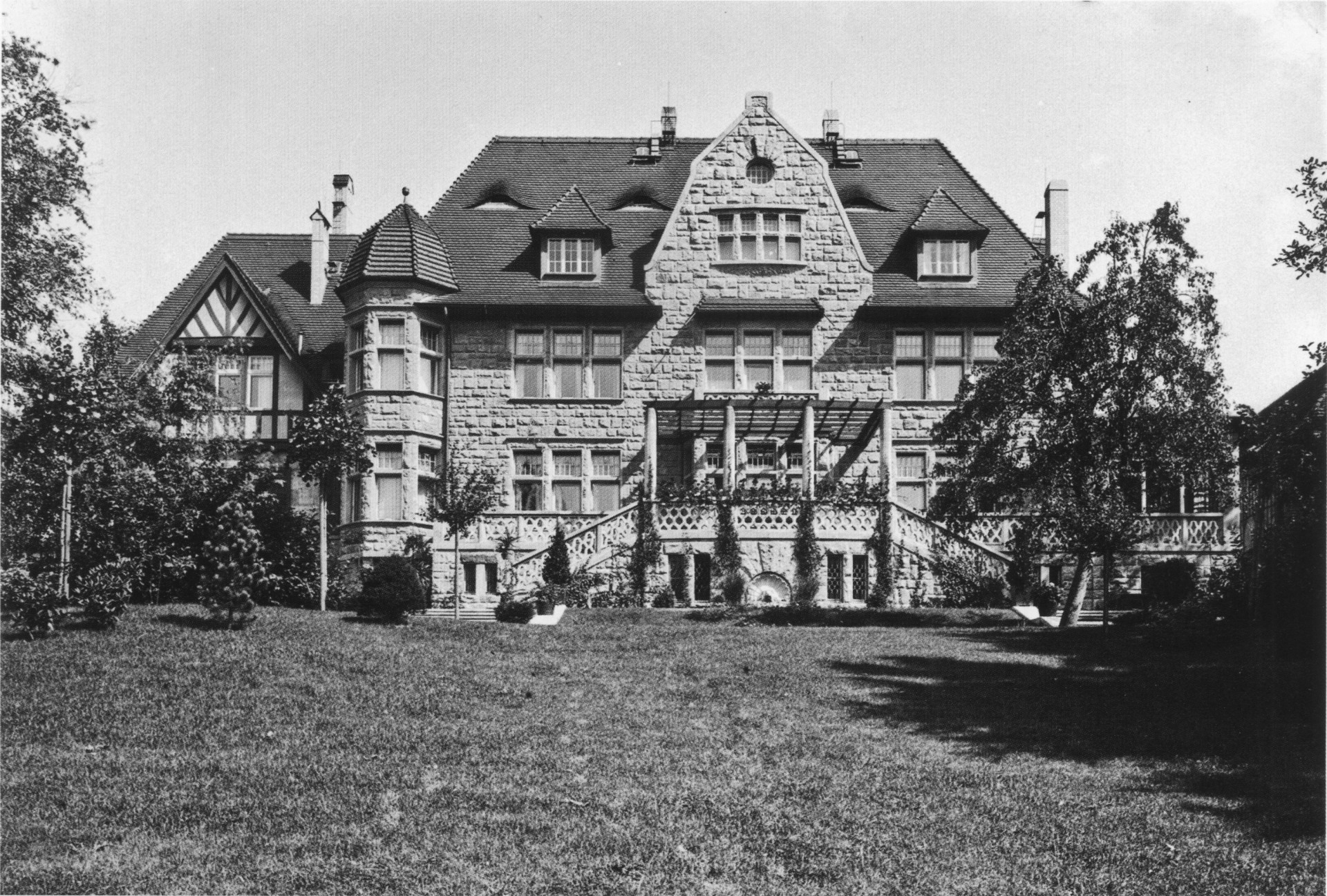
Villa Schulz-Schomburgk in Leipzig

- Johann Heinrich Schomburgk (1663–1708), Mediziner und Bürgermeister der Stadt Querfurt
- Johann Moritz Schomburgk (1742–1804),[2] Bürgermeister zu Querfurt

- Johann Friedrich Ludwig Schomburgk (1772–1849), Prediger im Voigtland

- Sir Robert Hermann Schomburgk (1804–1865), deutscher Forschungsreisender (Britisch-Guayana) und Geometer
- Otto Alfred Schomburgk (1810–1857), Naturforscher, seit 1849 Australien
- Moritz Richard Schomburgk (1811–1891), Botaniker und Forschungsreisender (Britisch-Guayana), seit 1849 Australien
- Ludwig Julius Schomburgk (1819–1893), Gold- und Silberschmied, seit 1849 Australien

- Johann Heinrich Christian Schomburgk (1785–1855), Kauf- und Handelsherr in Leipzig

- Julius Heinrich Moritz Schomburgk (1815–1880), Großkaufmann in Leipzig ⚭ Marie Oldenbourg (1817–1899), Tochter des Leipziger Kaufmanns Georg Martin Oldenbourg und seiner Frau Wilhelmine Henriette Oldenbourg geb. Lübeck

- Marie Julie Hillig geb. Schomburgk (1841–1927) ⚭ Friedrich Eduard Hillig (1834–1882), Rechtsanwalt und Notar in Leipzig, Mitbegründer und erster Schriftführer des Leipziger Anwaltvereins 1879

- Curt Hillig (1865–1939), Justizrat, Rechtsanwalt und Notar in Leipzig ⚭ Alice Hillig geb. Mehlgarten (1871–1936), Urenkelin von Benedictus Gotthelf Teubner

- Eduard Hillig (1900–1954), Rechtsanwalt und Notar in Leipzig ⚭ Jutta Hillig geb. Schlobach (1903–1994), Tochter von Walter Schlobach, Enkelin von Franz Schlobach und Max Pommer

- Stephanie Winter geb. Hillig (1925–1965) ⚭ Bernt Winter (1915–1978)
- Joachim Hillig (1926–1993) ⚭ Ruth Hillig geb. Kohler (* 1922)
- Hans-Peter Hillig (1934–2021), Rechtsanwalt in Köln ⚭ Karin Hillig geb. Platner (* 1938)
- Benita Hillig (1939–2016)

- Andrea Margarete Hillig (1898–1991) ⚭ Georg Greuner (1897–1978), Rechtsanwalt am Reichsgericht in Leipzig und beim Bundesgerichtshof in Karlsruhe (Sohn von Rudolf Greuner)

- Albrecht Greuner (* 1925), Verleger in Stuttgart
- Claus Greuner (* 1930)
- Hansgeorg Greuner (* 1939)

- Heinrich Georg Schomburgk (1843–1928), Großkaufmann in Leipzig ⚭ Doris Eugenie Heine (1847–1931), Tochter von Karl Heine (1819–1888), nach ihm ist in Leipzig die Schomburgkstraße benannt

- Anna Doris Eugenie Schomburgk (1869–19??) ⚭ Martin Erich Schulz-Schomburgk (1862–1920), Bankdirektor in Leipzig

- Herbert Schulz-Schomburgk (1890–1944), Druckereibesitzer in Leipzig

- Eckbert Schulz-Schomburgk (1921–2016), Agrikulturchemiker, seit 1951 Venezuela
- Norbert Schulz-Schomburgk (* 1928)

- Else Julie Lenk geb. Schomburgk (27. Mai 1871–19??) ⚭ Hans Lenk (1863–1938), Geologe in Leipzig
- Arthur Schomburgk (26. Nov. 1872 –19??), Kaufmann in Leipzig
- Wilhelm Schomburgk (1. März 1882–1959), Sportler und Bankier in Leipzig ⚭ Elisabeth Schomburgk geb. Meyer, Tochter des Bankiers Paul Meyer (1854–1920)
- Heinrich Schomburgk (23. Juni 1885–1965), Fußball- und Tennisspieler (Olympiasieger) ⚭ Toni Schomburgk geb. Mettenheimer (24. Februar 1898 – 22. Juni 1980 in Königstein/Ts), Tennisspielerin

- Hermann Eduard Schomburgk (1850–1937), Architekt in Hamburg

- Hans Schomburgk (1880–1967), Afrikaforscher und Regisseur ⚭ Meg Gehrts (1891–1966), Schauspielerin